# Азіятський аероліт
«Азіятський аероліт» — науково-фантастичний роман українського радянського письменника Івана Ковтуна. Уривки з роману вперше опубліковані в журналі «Знання та праця» у № 3 за 1931 рік, повністю уперше твір надрукований у 1931 році в Харкові у видавництві «Молодий більшовик». Вдруге українською мовою роман надруковано в 2017 році у видавництві «Темпора» в антології «Атом у запрязі», до якої також увійшли романи «Атом у запрязі» та «Ідуть роботарі».
На думку сучасних літературних критиків, роман є першим науково-фантастичним твором, присвяченим таємниці Тунгуського метеорита, за тогочасною назвою якого отримав назву роман (від «аеро-» — повітря, та «літос» — камінь). Дія роману відбувається наприкінці 20-х років ХХ століття. Американський мільярдер Ляйстерд споряджає в Сибір експедицію з метою заволодіти метеоритом, ймовірно складеним із платини. Паралельно його інженер Ерге теж мріє заволодіти цим багатством. Про метеорит також дізнається радянський вчений Горський, який збирає власну експедицію, щоб випередити американців. До неї входять молодий науковець Марич і кінооператор Аскольд, які зустрічають різноманітні перешкоди на шляху до місця падіння метеорита.

## Особливості твору
Роман уперше виданий у 1931 році в Харкові. Автор роману — відомий тогочасний письменник-сатирик, але одночасно й автор кількох пригодницьких творів Іван Ковтун. Твір написаний за правилами чинного на той час харківського правопису, і в тексті роману часто зустрічаються тогочасні наукові та технічні терміни, натепер рідковживані, або застарілі, що можна спостерігати й у самій назві роману. Серед них: «аероліт» — «метеорит», «ступінь» — «градус», «атрамент» — «чорнило» та інші.

## Сюжет
Розпочинається роман із прибуття до Нью-Йорка в наукове відрядження молодого радянського вченого Віктора Марича. Він знає, що в цьому місті тепер живе його колишня дружина Гіна, яка поїхала за ним у заслання в Сибір проти волі своїх батьків, там із ним одружилась, проте пізніше покинула його заради інженера Ерге, з яким пізніше виїхала до США, де стала відомою співачкою у бродвейських мюзик-холах. Паралельно у романі ленінградський професор Валентин Горський натрапляє на коротку замітку на сторінці відривного календаря, яка присвячена темі Тунгуського метеорита. Оскільки він завжди цікавився цією темою, у професора з'явилось бажання організувати експедицію з метою дослідження місця падіння метеорита, припускаючи, що він має у своєму складі велику кількість залізної руди. Проте в Академії наук немає коштів на організацію експедиції. Для того, щоб знайти для неї кошти, професор їде до Москви, де зустрічається з наркомом, який зацікавлюється ідеєю експедиції, та дає згоду на виділення коштів для її проведення.
У Нью-Йорку тим часом Марич зустрічається із колишньою дружиною, та отримує повідомлення, що її теперішній чоловік, інженер Ерге, на гроші мільярдера Ляйстерда, організовує експедицію до місця падіння Аризонського метеорита на аеростатах власної революційної конструкції. Паралельно він отримує лист свого вчителя професора Горського із проханням приєднатись до організованої ним експедиції, в якій він буде першим помічником професора, а також просить ознайомитись із матеріалами із досліджень місця падіння Аризонського метеорита. У кінці листа професор дописує, що вважає ймовірним на основі свідчень місцевих жителів — тунгусів, що метеорит мав у своєму складі велику кількість платини. Марич відвідує лекцію інженера Ерге, чия цікавість до експедиції пояснюється тим, що під час своєї роботи в Сибіру на американського мільярдера Ляйстерда він також дізнався про високу ймовірність віднайдення великих запасів платини на місці падіння метеорита, і після цього став вважати ці запаси своєю приватною власністю, яку в нього незаконно відібрали більшовики, проти яких він боровся під час громадянської війни. Він вирішує організувати паралельну експедицію до місця падіння метеорита на аеростатах, щоб повернути собі втрачені багатства.
Тим часом для вивчення результатів експедиції Марич їздить до бостонського професора Барінгера, і після повернення до Нью-Йорка у своєму помешканні зустрічається із одним неприємним на вигляд чоловіком, який називає себе кореспондентом російськомовної газети «Голос емігранта» Сорокіним. Він ретельно допитується про майбутню експедицію до місця падіння Тунгуського метеорита. Після того, як кореспондент пішов, Марич помітив, що він прихопив із собою листа від професора Горського, щоправда, невдовзі повернув його із вибаченням. Пізніше в романі пишеться, що цей лист Сорокін сфотографував, і передав фотокопію Ерге. Ерге негайно відвідує свого патрона, мільярдера Ляйстерда, та робить йому пропозицію організувати експедицію на новітніх аеростатах. Мільярдер погоджується на пропозицію, та дає гроші на цю авантюру. Після цього Ерге просить Сорокіна набрати йому кілька пройдисвітів, які добре знають Росію, та готові були туди поїхати в будь-який момент. Той пообіцяв знайти кілька таких осіб.
Далі в романі Марич відбуває з Нью-Йорка до Ленінграда на пароплаві, і Гіна після його проводів гірко плаче, згадуючи молодість, та розуміючи, що вона зробила помилку, покинувши першого чоловіка. Професор Горський викликає для участі в експедиції на посаді кінооператора свого племінника Аскольда з Харкова, який заради цього відкладає власне одруження. Оскільки квитків на потрібний потяг не було, він вимушений скористатися пропозицією незнайомця, який продає Аскольду «зайвий» квиток і обоє їдуть в одному купе. У потягу незнайомець представляється Аскольду як Павло Самборський, роз'їзний кореспондент часопису «Наукова думка». Він входить у довіру до Аскольда, і погоджується приєднатися до експедиції. Аскольд усе одно запізнюється, експедиція вирушає до Сибіру без нього, залишивши йому в московському готелі записку про місце, де його чекатимуть. Павло усе одно готовий поїхати з ним, але перед цим запрошує його на обід за участю буцімто своїх родичів і друзів, де напоює Аскольда спиртним і той засипає. Після цього Самборський переглядає професорову записку та шле телеграму в Тайшет, щоб його спільники затримали там відправку поїзда. Стає зрозумілим, що всі вони є членами злочинного угруповання, яке має намір перешкодити роботі експедиції. Агентам Ерге вдається у Тайшеті затримати експедицію на добу, де до них приєднуються Аскольд і Самборський. Тим часом Ерге проводить приготування до своєї авантюрної експедиції, та заявляє дружині, що має намір стати головним інженером на рудниках Ляйстерда на Алеутських островах. Це дивує її, оскільки незадовго до цього він висловлював бажання продовжувати свої наукові дослідження в Нью-Йорку. Проте на її прямі запитання чоловік не відповідає або віджартовується. Гіні вдається дізнатися про плани чоловіка після того, як вона хитрощами випитала їх у Сорокіна. Дізнавшись про авантюру, вона хвилюється за долю Марича. Пізніше в паперах чоловіка вона знаходить докладний план експедиції з описаними причинами її організації. Гіна вирішує поїхати на Алеутські острови, щоб простежити за діями чоловіка. На публіку вона повідомляє, що їде відпочивати на Гавайські острови, а в попутники бере собі Сорокіна.
Тим часом експедиція Горського поступово просувається тайгою до мети експедиції. У Ванаварі дослідники спорудили три човни, і надалі продовжили свою подорож по річках. Вони дістаються до евенкійського зимівника, господар якого згадує про падіння метеорита, і погоджується допомогти експедиції за десять пудів борошна. На допомогу експедиції він посилає свого прийомного сина, який також перебуває у змові з Ерге і Самборським. Поступово експедиція Горського досягає місця, де розпочинаються повалені внаслідок падіння метеорита дерева. Паралельно до цього ж місця рухається загін зловмисників під виглядом експедиції Всесибірського платинового тресту.
Тим часом Гіна разом із Сорокіним прибувають на Алеутські острови. Ерге вкрай незадоволений цим, причому дружина повідомляє йому, що хоче летіти з ним до Сибіру, а у випадку його відмови розкаже всім про його експедицію. Горський із експедицією досягають точки падіння, і професор разом із Маричем розпочинають дослідження кратера. За ними розпочинає стежити Самборський. У кратері члени експедиції знаходять невеликі шматки платини. При подальших дослідженнях професор висловлює думку, що ця платина не метеоритного походження, а це земне родовище, яке оголилося внаслідок удару космічного тіла. У зв'язку із нестачею продуктів та технічних засобів, більшість членів експедиції за рішенням професора повертаються до Тайшета, а сам професор із Аскольдом залишилися проводити дослідження самостійно.
По дорозі Самборський влаштовує аварію човна, сам вчасно встигає його покинути, проте Маричу також вдається врятуватися. За короткий час до місця падіння метеорита прибувають дирижаблі під керівництвом Ерге, з яких висаджуються невідомі, які заарештовують професора та Аскольда, пізніше професора доставляють до Ерге, який заявляє, що вся ця місцевість — його приватна власність, що Горський рішуче заперечує. Одночасно Самборський, який повернувся до місця падіння аероліта, повідомляє Ерге, що почався радянсько-китайський конфлікт на КСЗ, і білогвардійські загони вже перейшли кордон, що викликає радість у Ерге. Робітники, що прибули з Ерге, платини на місці падіння не знаходять, а встановлюють, що метеорит складався з великої кількості заліза. Розлючений Ерге допитує Самборського, який підтверджує, що він бачив шматки платини біля місця метеорита. Ерге, якого Ерге побив в присутності дружини, не розкриває йому секретів свого відкриття. Побачивши це, Гіна звільняє професорового племінника Аскольда, та навіть дає йому зброю. Тим часом Марич зумів дойти до найближчого населеного пункту, та розповів про ситуацію з експедицією представнику органів держбезпеки, який відразу ж повідомив, що викликає військову підмогу, включно з літаками. Разом з тим Аскольд тікає з ув'язнення, в тайзі його рятують місцеві жителі, й по дорозі передають його учасникам рятувальної експедиції. Марич упізнає Аскольда, і той повідомляє йому, що його врятувала колишня дружина Марича.
Військові літаки прибувають до місця падіння метеорита. Ерге намагається врятуватися втечею, та намагається забрати Гіну з собою, проте вона відмовляється летіти з ним. Розлючений Ерге вбиває її пострілом із пістолета, та біжить до дирижаблів, проте відлетіти не встигає, оскільки його, а також Самборського та ще кількох зловмисників убито пострілами з літаків. Марич упізнає на землі мертву Гіну, та із сумом дивиться на неї.
Пізніше у місці падіння метеорита розпочинається розробка покладів метеоритного заліза, а неподалік — покладів платини. Одночасно відбувся судовий процес над спільниками Ляйстерда і Ерге в платиновому тресті та концесійних підприємствах. Аскольд лише за кілька місяців зумів повернутися до Харкова, де він дізнається, що його наречена вийшла заміж за іншого, проте він швидко знаходить собі нове захоплення — експедицію на острів Врангеля.

## Переклади
Роман «Азіятський аероліт» перекладений російською мовою, та під назвою «Азиатский аэролит: Тунгусские тайны. Том I» опублікований у вигляді електронної книги в серії «Polaris: Путешествия, приключения, фантастика» як випуск LXII російським видавництвом електронних книг «Salamandra P.V.V.» в 2014 році. У 2015 році в Єкатеринбурзі видавничий дім «Тардісс» перевидав роман. Це видання є передруком електронної книги 2014 року, надрукований без згоди перекладача попереднього видання.

## Сприйняття
На думку літературних критиків 30-х років ХХ століття, роман не має жодної інформативної та науково-популярної цінності, а показує події лише з точки зору мрій лежачого обивателя. Причиною цього сучасні літературознавці вважають те, що письменник напередодні написання роману перейшов із літературного об'єднання ЦК ЛКСМУ «Молодняк» до організованого Миколою Хвильовим літературного об'єднання «Пролітфронт», який протистояв офіційній позиції керівництва тодішнього СРСР щодо ідейного наповнення літературних творів. Проте на думку сучасних літературних критиків, у романі краще виписані тогочасні наукові досягнення, ніж у романах 50—60-х років ХХ століття. Сучасні критики також вважають цей роман менш ідеологізованим, ніж пізніші фантастичні твори, оскільки на той час ідеологічну складову в своїх творах письменники ще не вміли, а, ймовірно й не хотіли розвивати. Окрім того, сучасні літературні критики звертають увагу на майстерний опис міського життя США 20—30-х років ХХ століття, який автор міг змалювати лише за описом із інших літературних або науково-популярних творів.